# Biblioteca Iberoamericana Octavio Paz
La Biblioteca Iberoamericana Octavio Paz es una biblioteca pública perteneciente a la Universidad de Guadalajara situada en el centro histórico de la ciudad de Guadalajara. Ocupa la nave de la iglesia del antiguo Colegio Jesuita de Santo Tomás de Aquino, edificio que data del siglo XVI y posee en su interior patrimonio artístico del muralismo mexicano.

## Historia
El edificio neoclásico que existe desde hace cuatro siglos originalmente fue el templo del Colegio de Santo Tomás de Aquino, que fungió como sede central de la Compañía de Jesús en la región y desde la cual se coordinaron sus esfuerzos dentro de la evangelización en la Nueva España. Por ofrecer educación gratuita se ganó el apoyo de los pobladores en el valle de Atemajac. Con donaciones del pueblo, se mantuvo de pie hasta que en 1767 la orden jesuita fue expulsada de los territorios españoles por órdenes del rey Carlos III de España.
El 12 de diciembre de 1771 entró en la ciudad el fray Antonio Alcalde y Barriga, quien vendría a impulsar la fundación de una universidad. En 1775 el fray respondió a una real cédula del rey Carlos III, quien le consultaba sobre la conveniencia de establecer una universidad en la Nueva Galicia. La respuesta del obispo fue afirmativa, por lo que el 18 de noviembre de 1791 el rey Carlos IV de España promulgó una cédula real donde se declaraba la fundación de la Real Universidad de Guadalajara. La institución educativa funcionó a partir de 1793.

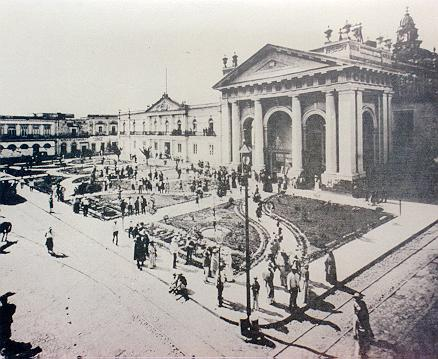
La Universidad de Guadalajara en 1886.

En 1827 el primer gobernador de Jalisco en la época independiente Prisciliano Sánchez Padilla clausuró la universidad para romper con las instituciones virreinales. El edificio es renovado para ser sede del poder legislativo de Jalisco, época en la que le fue añadida la fachada de estilo neoclásico que luce hasta hoy. Con los cambios arquitectónicos que sufrió el inmueble incluyendo la remoción de las torres y los altares deja de tener características como lugar de culto religioso. Se adaptaron las curules para el salón de sesiones.

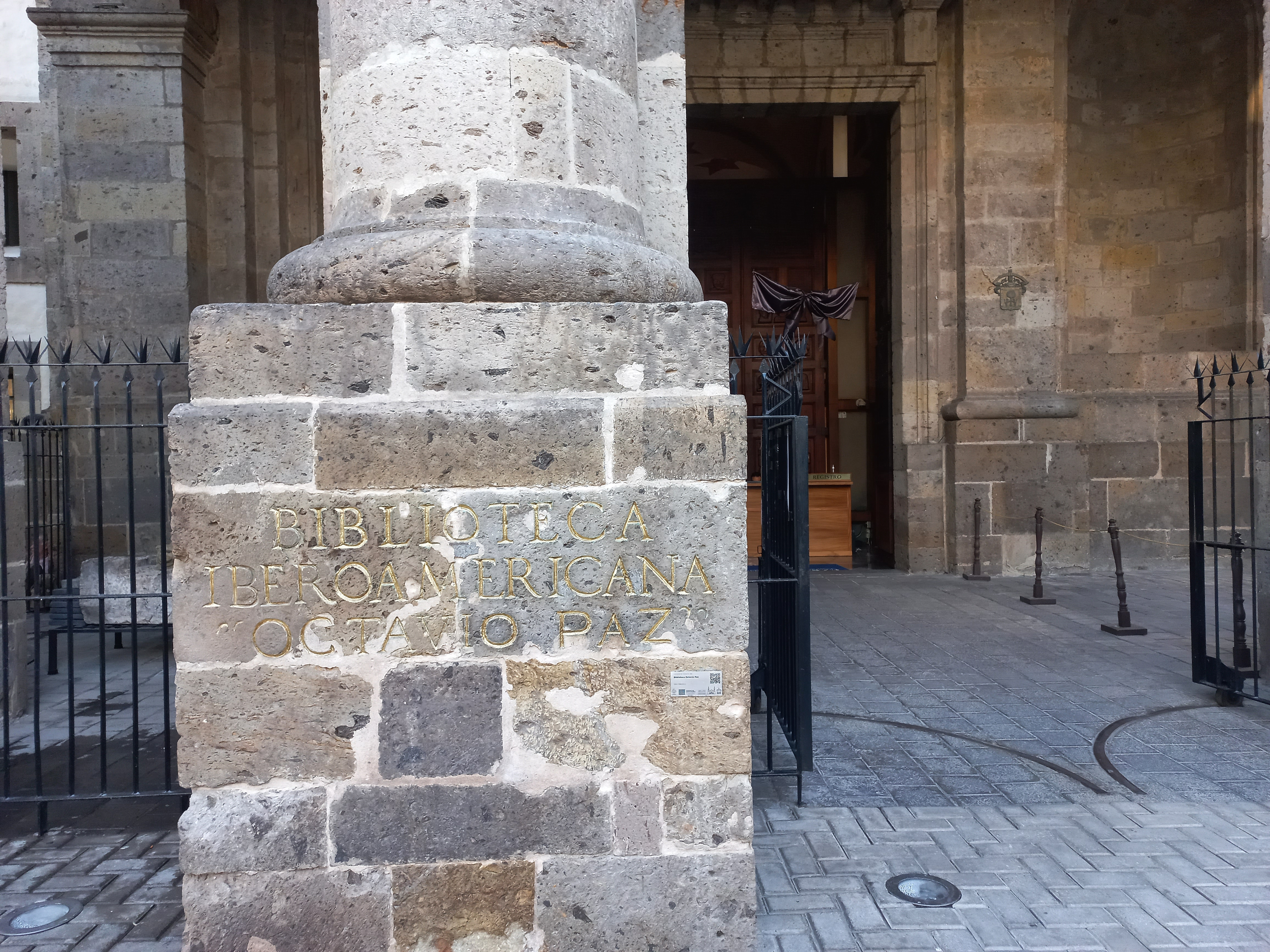
Fachada de la Biblioteca Iberoamericana Octavio Paz

Durante la Revolución mexicana es usada como cuartel militar y caballeriza. De 1919 hasta 1948 fue sede de la Dirección General de Estudios Superiores y luego fungió como una oficina de la Sociedad Mexicana de Geografía y Estadística.
En 1925 durante el gobierno de José Guadalupe Zuno y el rectorado de Enrique Díaz de León se da la reapertura de la universidad. Los artistas David Alfaro Siqueiros, Amado de la Cueva, Jesús Guerrero Galván, José Parres Arias, Alfonso Michel y Francisco Sánchez Flores realizaron una serie de murales que adornan la nave central inspirados en la educación, el movimiento obrero y el socialismo. También creado al mismo tiempo fue la Puerta Siqueiros, un tablero rectangular montado en un soporte pictórico que trata temas revolucionarios.
En 1937 el gobernador Everardo Topete vendió el colegio a una empresa estadounidense. El ex templo y la capilla de Loreto subsistieron a las constantes demoliciones que sufrió el colegio.
De 1948 hasta 1985, fue oficina de Telégrafos Nacionales. De 1986 a 1991 el edificio cayó en desuso hasta ser restaurado por un equipo liderado por el arquitecto Gonzalo Villa Chávez.
El 19 de julio de 1991 durante la I Cumbre Iberoamericana es inaugurada la Biblioteca Iberoamericana, luego siendo agregado el nombre del poeta, ensayista y diplomático Octavio Paz. Los jefes de Estado de Iberoamérica acordaron en la llamada Declaración de Guadalajara que en cada ciudad en donde se realizara cada cumbre se fundaría una biblioteca dedicada a autores iberoamericanos. De 1992 a 2018 el director de este recinto fue el escritor Fernando del Paso. Desde 2018 la directora es la escritora Carmen Villoro.
En 2020 fueron realizadas distintas restauraciones en la biblioteca, principalmente la cúpula de la capilla.

## Acervo

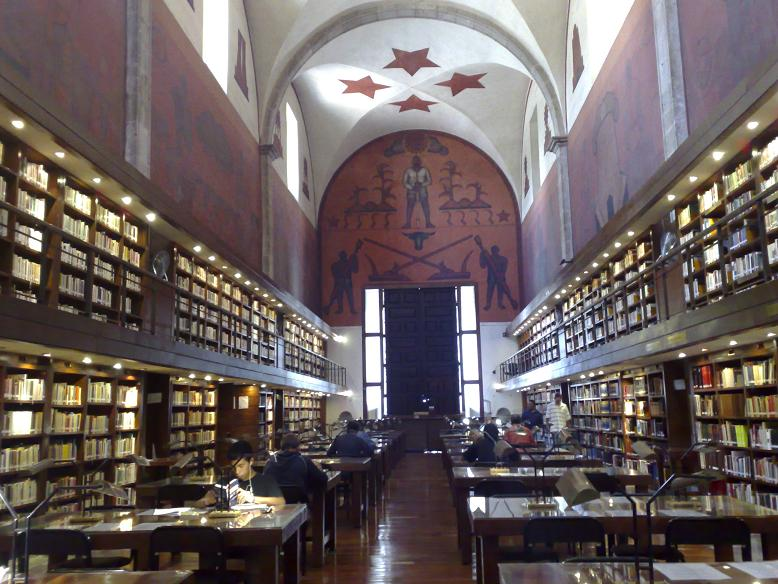
Sala de lectura de la biblioteca.

El acervo inicial de la biblioteca fue de 7 mil volúmenes.[cita requerida] En la actualidad suma un aproximado de 50 mil volúmenes. Además de una colección de 80 títulos en lenguaje braille. El acervo está clasificado bajo el sistema Dewey de clasificación, y únicamente cuenta con literatura de autores de países iberoamericanos (provenientes de España, Portugal, Brasil, Hispanoamérica y el Caribe hispanohablante).

### Fondos
La biblioteca cuenta con algunos fondos especializados entre los que se cuentan:
- Fondo Alejandro Witker
- Fondo Edmundo Valadés: donado por ese escritor a la biblioteca
- Fondo V Centenario: conserva obras relacionadas con los 500 años de la llegada de Cristóbal Colón al continente americano.